# مسجد فاتح

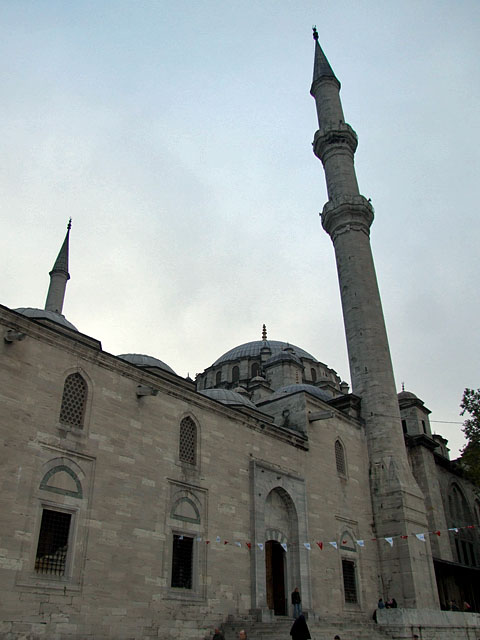
نمای بیرونی مسجد فاتح

مسجد فاتح (به ترکی استانبولی: Fati Camii) یکی از مساجد شهر استانبول در ترکیه است.
این مسجد توسط سلطان محمد فاتح بروی کلیسای حواریون که پیش از فتح استانبول به خرابه‌ای تبدیل شده بود ساخته شده‌است. این مسجد همراه با وقف‌های ادیان مختلف یک مجموعه بسیار بزرگی را تشکیل می‌دهد. بنای این مجموعه که توسط معمار سینان الدین یوسف ساخته شده در بین سالهای ۱۴۷۰-۱۴۶۲ به پایان رسیده‌است. به گفته برخی نویسندگان و علی رغم شباهت های بسیار، معماری این مجموعه معماری خاص از نوع ترکی بوده و از معماری بیزانس تاثیر پذیری نداشته‌است.